# Едэйхарвута
Едэйхарвута (устар. Едэй-Харвута) — река в России, протекает по Ямало-Ненецкому АО. Устье реки находится в 53 км по правому берегу протоки реки Хадуттэ Лангпарод, впадающей в протоку Пура Тоясё в 14 км от устья. Длина реки составляет 49 км.

## Притоки
- 8 км: Паравыяха (пр)
- 23 км: Сядуяха (лв)
- 34 км: Едэй-Харвутатарка (лв)

## Данные водного реестра
По данным государственного водного реестра России относится к Нижнеобскому бассейновому округу, водохозяйственный участок реки — Пур. Речной бассейн реки — Пур.
Код объекта в государственном водном реестре — 15040000112115300062576.